# Timur Gariejew
Timur Gariejew, uzb. Temur Gareyev (ur. 3 marca 1988 w Taszkencie) – uzbecki szachista, reprezentant Stanów Zjednoczonych od 2012, arcymistrz od 2004 roku.

## Kariera szachowa
W latach 2000, 2002 i 2004 trzykrotnie wystąpił w drużynie Uzbekistanu na olimpiadach juniorów do 16 lat, zdobywając 3 srebrne medale: wspólnie z drużyną (2004) oraz indywidualnie (2002, 2004). W 2001 reprezentował narodowe barwy na mistrzostwach świata juniorów do 14 lat, natomiast w 2004 – na mistrzostwach świata w kategorii do 20 lat. Normy arcymistrzowskie wypełnił w Sierpuchowie (2003, I m.) oraz we Lwowie (2004, I m.), zostając najmłodszym ówcześnie azjatyckim arcymistrzem. W 2003 zwyciężył również w kołowym turnieju w Gatczynie. W 2005 podzielił I m. (wspólnie z Antonem Filippowem) w finale indywidualnych mistrzostw Uzbekistanu, sukces ten powtarzając w 2007 (wspólnie z Władimirem Jeginem i Antonem Filippowem). W 2008 zajął II m. (za Siergiejem Erenburgiem) w otwartym turnieju w Pawtucket, w 2009 zwyciężył w Mesie, natomiast w 2010 zajął I m. w turnieju UWI Masters w Kingston. W 2011 zwyciężył w turnieju Chicago Open, natomiast w 2012 – w turnieju North American Open w Las Vegas. W 2014 zwyciężył w memoriale Larry’ego Evansa w Reno, jak również w turnieju Annual American Open w Orange. W 2016 zagrał w Las Vegas symultanę z 48 przeciwnikami, z opaską na oczach. Wygrał wtedy 35 partii, zremisował 7 i przegrał 6.
W 2004 i 2006 dwukrotnie brał udział w szachowych olimpiadach, natomiast w 2008 reprezentował Uzbekistan na drużynowych mistrzostwach Azji.
Najwyższy ranking w dotychczasowej karierze osiągnął 1 lutego 2013, z wynikiem 2682 punktów zajmował wówczas 68. miejsce na światowej liście FIDE, jednocześnie zajmując 3. miejsce (za Hikaru Nakamurą i Gatą Kamskim) wśród amerykańskich szachistów.